# Sztutowska Kępa
Sztutowska Kępa – nieoficjalna nazwa przysiółka wsi Łaszka w Polsce, położona w województwie pomorskim, w powiecie nowodworskim, w gminie Sztutowo.
Miejscowość leży na obszarze Żuław Wiślanych.
W latach 1975–1998 miejscowość należała administracyjnie do województwa elbląskiego.